# Sporormiella lageniformis
Sporormiella lageniformis är en svampart som först beskrevs av Karl Wilhelm Gottlieb Leopold Fuckel, och fick sitt nu gällande namn av S.I. Ahmed & Cain 1972. Enligt Catalogue of Life ingår Sporormiella lageniformis i släktet Sporormiella,  och familjen Sporormiaceae, men enligt Dyntaxa är tillhörigheten istället släktet Preussia,  och familjen Sporormiaceae. Arten är reproducerande i Sverige. Inga underarter finns listade i Catalogue of Life.